# Nižná Jedľová
Nižná Jedľová és un poble i municipi d'Eslovàquia. Es troba a la regió de Prešov, al nord del país.

## Història
La primera referència escrita de la vila data del 1572.

## Demografia
| Godina             | 1994 | 2004    | 2014   | 2024    |
| ------------------ | ---- | ------- | ------ | ------- |
| Nombre de persones | 72   | 84      | 85     | 98      |
| Diferència         |      | +16,66% | +1,19% | +15,29% |

| Godina             | 2023 | 2024   |
| ------------------ | ---- | ------ |
| Nombre de persones | 99   | 98     |
| Diferència         |      | −1,01% |